# Killzone: Mercenary
Killzone: Mercenary é um videojogo de tiro em primeiro pessoa para a PlayStation Vita. É o segundo título Killzone para uma consola portátil e o quinto no total da série. Killzone: Mercenary foi lançado em 4 de Setembro de 2013 em territórios PAL,5 de Setembro no Japão, 6 de Setembro de no Reino Unido e 10 de Setembro na América Do Norte. Diferente dos outros títulos Killzone, o jogo não está a ser produzido pela Guerrilla Games, mas pelo estúdio irmão, SCE Cambridge Studio (conhecido como Guerrilla Cambridge).

## Jogabilidade
Pela primeira vez na campanha de um jogo Killzone, os jogadores poderm lutar juntamente com as forças Helghast assim como com os especialistas da ISA, fazendo missões que normalmente os soldados não fazem - ou não podem. Como mercenário, os jogadores podem escolher que tácticas e que equipamentos usam para completar os seus contratos; os empregadores dão recompensas aos jogadores se as missões forem concluídas com êxito. O jogo irá utiliza tanto o ecrã táctil como o painel traseiro táctil da PlayStation Vita.

## Desenvolvimento
Killzone: Mercenary foi revelado durante a Gamescom 2012. O jogo usa o mesmo motor de Killzone 3.